# 21746 Carrieshaw
21746 Carrieshaw è un asteroide della fascia principale. Scoperto nel 1999, presenta un'orbita caratterizzata da un semiasse maggiore pari a 2,3048068 UA e da un'eccentricità di 0,1086185, inclinata di 1,32282° rispetto all'eclittica.